# Baphia chrysophylla
Baphia chrysophylla är en ärtväxtart som beskrevs av Paul Hermann Wilhelm Taubert. Baphia chrysophylla ingår i släktet Baphia och familjen ärtväxter.

## Underarter
Arten delas in i följande underarter:
- B. c. chrysophylla
- B. c. claessensii